# مارتا دوکاندو
مارتا دوکاندو (انگلیسی: Marta Docando؛ زادهٔ ۱۳ مهٔ ۱۹۸۲) بازیکن فوتبال اهل اسپانیا است.
از باشگاه‌هایی که در آن بازی کرده‌است می‌توان به باشگاه فوتبال زنان اتلتیکو مادرید اشاره کرد.
وی همچنین در تیم ملی فوتبال Basque Country بازی کرده‌است.